# スパイ・レジェンド
『スパイ・レジェンド』（原題: The November Man）は、2014年にアメリカ合衆国で製作されたスパイアクション映画。ビル・グレンジャーの小説『There Are No Spies』を原作としている。『ダンテズ・ピーク』の監督ロジャー・ドナルドソンと主演のピアース・ブロスナンが再び組んだ作品である。

## ストーリー
かつてはCIAに所属するケースオフィサーで、「ノヴェンバー・マン」というコードネームを轟かせていたピーター・デヴェロー。彼は現在、スイスで静かな隠遁生活を送っていたが、過去に愛した元同僚のナタリアの命が危険に晒されていることを知り、彼女を救出するためモスクワへと向かう。だが、ナタリアはデヴェローの目の前で無残にも殺害されてしまう。
ナタリアの殺害を命じたのはデヴェローがかつて所属していたCIAであり、しかも実行したエージェントは彼自らが教育したメイソンだった。後にデヴェローは、ナタリアが次のロシア大統領選挙の有力候補の戦争犯罪について調べていたことを知り、その戦争犯罪の相手が他ならないCIAだということも突き止める。10年前から行方不明になっているミラという女性が戦争犯罪等に関する手掛かりを握っていると知ったデヴェローは、ミラと最後に交流があったソーシャルワーカーのアリスがいるセルビアへと向かうのだった。

## キャスト
※括弧内は日本語吹替
- ピーター・デヴェロー - ピアース・ブロスナン（田中秀幸）

「ザ・ノベンバー・マン」というコードネームで活躍した元CIAエージェント。CIA時代は無関係の人間を巻き込まない思慮深い性格だったが恋人のナタリアが死んでからは手段を択ばず残忍な手法をとることもある。
- デヴィッド・メイソン - ルーク・ブレイシー（英語版）（阪口周平）

デヴェローの教え子。性急な性格だが勘は鋭い。また、サラに非常にやさしい。
- アリス・フルニエ - オルガ・キュリレンコ（下山田綾華）

ミラと最後に交流があったとされる女性だが、実はミラ本人。本物のアリスは2005年4月にガンで亡くなっている。難民センターで働いている。両親は大学教授だったが戦乱により殺害される。英語もロシア語も話せる。
- サラ - イライザ・テイラー（英語版）（竹内恵美子）

メイソンの隣人。これが縁で恋仲になった。しかし、それが理由でデヴェローに人質にとられ命に別状はなかったもののナイフで斬られてしまう。
- セリア - カテリーナ・スコーソン（大井麻利衣）

CIAの職員。
- ジョン・ハンリー - ビル・スミトロヴィッチ（田原正治）

デヴェローの同僚。
- ペリー・ワインスタイン - ウィル・パットン

メイソンの上司。
- アレクサ - アミラ・テルツィメヒッチ

モスクワ出身の殺し屋。
- アルカディ・フェデロフ - ラザル・リストフスキー（英語版）（宮崎敦吉）

ロシアの新大統候補。アリスの両親を殺害した人物。
- ナタリア・ウラノヴァ - メディハ・ムスリオヴィック（英語版）

諜報員。デヴェローとは恋仲。フェロデフの元に潜り込み、情報を入手したが逃亡に失敗し、狙撃されて死亡する。
- メイヤーズ - アキー・コタベ
- エドガー・シンプソン - パトリック・ケネディ（英語版）

ニューヨーク誌の新聞記者。
- デニソフ - ドラガン・マリンコヴィッチ（英語版）

フェデロフの右腕。レデペンスという偽名を使っている。コーカサス地方から女子を連れて売春をさせるなどの悪行もしている。
- エージェント・ジョーンズ - ベン・ウィレンズ
- マイケル

メイソンが誤射した少年。